# Julio César Yegros
Julio César Yegros Torres (né le 31 janvier 1971 à Luque au Paraguay) est un joueur de football international paraguayen, qui évoluait au poste d'attaquant.
Son frère, Cirilo, est également footballeur.

## Biographie

### Carrière en sélection
Avec l'équipe du Paraguay, il joue 15 matchs (pour aucun but inscrit) entre 1991 et 2000. 
Il figure dans le groupe des sélectionnés lors de la coupe du monde de 1998. Lors du mondial, il joue 4 matchs : contre la Bulgarie, l'Espagne et le Nigeria lors des phases de poules, puis contre la France lors des huitièmes de finale.
Il participe également à la Copa América de 1991, ainsi qu'aux JO de 1992 organisés en Espagne.

## Palmarès
| Cerro Porteño - Championnat du Paraguay (3) : - Champion : 1990, 1992 et 1994. |  | Cruz Azul - Coupe des champions de la CONCACAF (1) : - Vainqueur : 1996. |